# Teatro Üns

## Historia
El teatro contemporáneo ÜNS fue inaugurado en Bakú en el año de 2006. La jefa del proyecto es profesora Nargiz Pashayeva.
"ÜNS"- esto no es un acrónimo, es la raíz de la palabra “ÜNSiyyət”. La palabra tiene varios significados: amistad, comunicación, comprensión mutua, mundo interior del individuo. El nombre explica la esencia del proyecto del teatro. Las prioridades conceptuales y artísticas del teatro están apuntadas en aumentar el nivel de arte de teatro de Azerbaiyán. La Fundación de la Cultura de Azerbaiyán ha sido la inversora clave del proyecto.
El edificio de teatro consta de dos centros distintos: el edificio reconstruido y renovado de la estación antigua (habitación y escenario) y el edificio administrativo hecho de vaso, metal y plásticos. La reconstrucción estuvo dirigida por el arquitecto Oqtay Sattarov y las decoraciones del interior de ÜNS estuvo hecho por el artista Altay Sadygzade. El sonido, la luz, el vídeo y el escenario de teatro se compraron de las compañías rusas.

## Actividad
En distintos momentos el escenario de ÜNS fue visitada por tales personalidades culturales como Sergei Yusky y Alexander Filippenko, Alexander Shirvindt y Mikhail Derzhavin, Kostantin Raikin y Gennedy Khazanov, Edvard Radzinsky y Aleksey Batalov. Los espectadores podrían ver los trabajos de directores como Dmitry Bertman, Petr Fomenko, Romano Viktuk, Robert Sturua y otro.
ÜNS ha también realizado sus propios representación de teatro que se escribe específicamente para el teatro- “Restaurante Final” por Magsud Ibrahimbeyov, “Shakespeare” por Elchin Efendiyev, musicales “Bakú” y “Notre-Dame de París”. El teatro ha también acogido recitales, conciertos y exposiciones. Muchas personas todavía recuerdan los rendimientos inolvidables por el director ruso Romano Viktuk- las obras “Edith Piaf, Mi Legionario” y “Árboles mueren mientras estando” que basado en la obra por Alejandro Casona. El teatro ha también organizado los conciertos por músicos franceses de origen árabe quién actuó música oriental en estilo nuevo, los rendimientos de un coro étnico de Córcega, conciertos del jazz de pianist Shahin Novrasli y muchos otros.
El teatro también realiza noches de arte en el marco del proyecto experimental e interdisciplinario “Indi”(Ahora) cuál apunta en colaborar los representantes de varios tipos de arte moderno.